# Opera (Berio)
Opera är en opera i tre akter med musik av Luciano Berio. Librettot bygger på texter av tonsättaren tillsammans med Alessandro Striggio den yngre, Furio Colombo, Umberto Eco och Susan Yankowitz.

## Historia
Opera ska uppfattas som pluralformen av det latinska ordet opus - "verk". Verket innehåller tre olika musikteatermässiga projekt i vilka ett antal självständiga musikaliska stycken kombineras. Enligt Berio handlar verket om "en slags meditation, en dröm och i viss mån även om ett slags uppbygglig berättelse kring temat döden". Det första projektet tar upp fragment från Striggios libretto till Claudio Monteverdis opera Orfeo. Det andra hänvisar till material från ett planerat verk från 1956 av Berio, Umerberto Eco och Furio Colombo som handlade om oceanångaren Titanics undergång; en liknelse om malplacerad tillit till teknisk framgång. Det tredje projektet tar upp en samtida föreställning av Susan Yankowitz, Terminal, som spelades på Joseph Chaikins The Open Theatre i New York, och som fördömde samtidens attityder mot obotliga sjukdomar och dödshjälp.
Verket uruppfördes 12 augusti 1970 på Santa Fe Opera i Santa Fe, New Mexico men ansågs som ett fiasko. 1977 gjorde Berio en revidering av operan och byggde upp det nya verket kring två redan existerande verk, Agnus och E vo´. Två förskräckta barn jagas av strålkastarljus. Agnus sjungs. En mezzosopran gör entré, tar upp en av barnens dockor och sjunger E vo´ som en klagovisa. I denna form uppfördes Opera den 27 maj 1977 på Teatro della Pergola i Florens.

## Roller
- 13 skådespelare
- 2 sopraner, 1 tenor och 1 baryton

## Handling
I verket agerar sångarna och skådespelarna på lika villkor och en kör erinrar om Eurydikes död och därmed om Orfeusmyten. Scener från Titanics undergång och om döende patienter på en modern specialisttekniks intensivvårdsavdelning kopplas samman med varandra.